# Soupiska české fotbalové reprezentace na Konfederačním poháru FIFA 1997
Česká fotbalová reprezentace obsadila na Konfederačním poháru FIFA 1997 v Saúdské Arábii třetí místo, když v boji o bronz porazila Uruguay 1:0.
| Brankáři  | Pavel Srniček     | Newcastle United FC  |
|           | Ladislav Maier    | FC Slovan Liberec    |
| Obránci   | Luboš Kozel       | SK Slavia Praha      |
|           | Karel Rada        | Trabzonspor          |
|           | Michal Horňák     | AC Sparta Praha      |
|           | Zdeněk Svoboda    | AC Sparta Praha      |
|           | Petr Vlček        | SK Slavia Praha      |
|           | Milan Fukal       | FK Jablonec          |
| Záložníci | Ivo Ulich         | SK Slavia Praha      |
|           | Jiří Němec        | FC Schalke 04        |
|           | Radek Bejbl       | SK Slavia Praha      |
|           | Martin Frýdek     | AC Sparta Praha      |
|           | Pavel Nedvěd      | SS Lazio             |
|           | Karel Poborský    | SK Slavia Praha      |
|           | Radek Slončík     | FC Baník Ostrava     |
|           | Edvard Lasota     | SK Slavia Praha      |
| Útočníci  | Horst Siegl       | AC Sparta Praha      |
|           | Pavel Kuka        | 1. FC Kaiserslautern |
|           | Vladimír Šmicer   | RC Lens              |
|           | Vratislav Lokvenc | AC Sparta Praha      |
| Trenér    | Dušan Uhrin       |                      |